# Gică Cristea
Gică Cristea (n. 14 august 1937 satul Mărgineanu, com. Mihăilești, jud. Buzău, d. 2004 București) a fost un lăutar și acordeonist virtuoz român. 

## Biografie
S-a născut la data de 14 august 1937 în satul Mărgineanu, comuna Mihăilești, județul Buzău, într-o familie de lăutari (bunicul fiind violonist, tatăl violonist și un unchi de-al acestuia fiind violonist și acordeonist). Începe să cânte alături de aceștia, încă de la 9 ani, la petreceri nunți sau botezuri.
În anul 1968 realizează primele înregistrări la Radio, avându-l dirijor pe concert maestrul de atunci Constantin Mirea. În același an este angajat ca solist instrumentist la Orchestra „Slănicul” din Buzău. În această perioadă continuă colaborările cu Radio România realizând înregistrări și sub bagheta lui Ionel Banu și Radu Voinescu. 
În 1975 se mută împreună cu familia în București, devenind dirijorul Orchestrei de muzică populară a Ansamblului Trustului IV Construcții din București.
Între 1977 și 1985 înregistrează două LP-uri la casa de discuri Electrecord cu orchestrele Paraschiv Oprea, respectiv Ion Albeșteanu. 
Este solicitat să cânte de către Tudor Vornicu în emisiunea TV „Album duminical” și în „Viața satului”. 
Gică Cristea este solicitat să participe în calitate de acompaniator și solist la realizarea unor înregistrări la Radio și la Electrecord de către interpreții cu care colabora în diferite spectacole și concerte (Ileana Ciuculete, Elena Lefescu-Breazu sau Nicolae Oprișan).
Moare în anul 2004 la București.

## Aprecieri
„Despre Gică Cristea s-a scris mai puțin, cu toate că realizările artistului erau remarcabile: înregistrări la Radio, Casa de discuri Electrecord și apariții la Televiziunea Națională. (...) Prin întreaga sa activitate solistică și concertistică, în dubla ipostază de solist și dirijor, Gică Cristea își înscrie numele în primul eșalon al interpreților instrumentiști lăsându-ne câteva nestemate în marea moștenire a patrimoniului cultural românesc.”—Gheorghe Palcu — cântăreț popular
„Maestrul Gică Cristea, rămâne, fără îndoială, unul dintre cei mai mari acordeoniști ai noștri. Dragostea lui Gică Cristea pentru acordeon și muzica de zi cu zi, l-au propulsat relativ devreme în rândul virtuozilor de mare clasă.
«Harnic în meserie», așa cum îl creiona radiofonic pe Gică Cristea, nu demult, celebrul Radu Simion într-una dintre emisiunile muzicale de la «Antena Satelor», a evoluat rapid pe scena folclorică românească și cu prilejul numeroaselor spectacole și turnee memorabile pe care le-a susținut, atât în țară, cât și în străinătate. (...) Să nu uităm că acordeonistul Gică Cristea a fost și un remarcabil tălmăcitor al melodiilor lăutărești de ascultare...
Înregistrările lui Gică Cristea rămân, peste timp, ca o mărturie vie a talentului său extraordinar. El punea mult suflet în execuție și avea acel farmec personal propriu doar marilor artiști”—Mihai Hagiu — realizator emisiuni folclorice Radio România

## Legături externe
- Video clip: Gică Cristea – Sârba de la Bradu (1974)